# Эселуйе (месторождение)
Эселуйе (перс. عسلویه‎) — крупный промышленный район возле небольшого одноимённого города на юге Ирана, в провинции Бушир. Район находится на северном берегу Персидского залива в 270 км на юго-восток от города Бушир. В Эселуйе расположена промышленно-производственная зона Парс. На берегу располагаются многочисленные промышленные предприятия: нефтеперегонные заводы, газораспределительные станции, а также порт, аэропорт. В настоящее время ведётся строительство железной дороги в Шираз. На шельфе залива располагается крупные газовые месторождения: «Южный Парс», «Хайям».
Разработку месторождений ведут главным образом государственные иранские Нефтяная и Газовая компании. Среди крупнейших зарубежных предприятий: российский Газпром, итальянская компания Eni и французская Total.